# Michael Francis Atiyah

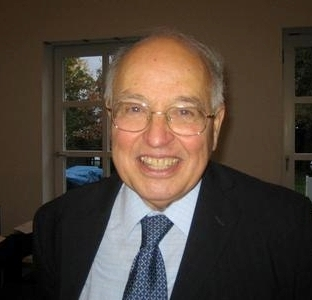
Michael Francis Atiyah (2007)

Sir Michael Francis Atiyah, OM (* 22. April 1929 in London; † 11. Januar 2019) war ein britischer Mathematiker und Träger der  Fieldsmedaille und des Abelpreises.

## Leben
Er war der Sohn des englisch-libanesischen Schriftstellers und zeitweisen Sekretärs der Arabischen Liga in London Edward Atiyah (1903–1964) und der Schottin Jean Levens. Atiyah hatte eine Schwester und zwei Brüder, darunter der Juraprofessor Patrick Atiyah (1931–2018). Er ging bis 1941 in Khartum zur Schule, wobei die Familie die Sommer meist in England verbrachte. Danach ging die Familie in den Libanon. Atiyah wurde aber bald auf die Victoria School in Kairo geschickt, und als sein Vater 1945 nach England zog, besuchte er die Manchester Grammar School. 1947 gewann er ein Stipendium für die Universität Cambridge (Trinity College), zog es aber vor, zunächst seinen zweijährigen Wehrdienst zu leisten, bevor er 1949 am Trinity College sein Studium begann. 1952 erhielt er seinen Bachelor-Abschluss. Nach seiner Promotion bei William Vallance Douglas Hodge (Dissertation: Some Applications of Topological Methods in Algebraic Geometry) wurde er dort 1954 „Fellow“ des Trinity College. Er war 1955/56 als Commonwealth Fellow am Institute for Advanced Study in Princeton, wo er unter anderem Jean-Pierre Serre, Friedrich Hirzebruch, mit dem er befreundet war und eng zusammenarbeitete, Kunihiko Kodaira, Donald Spencer, Raoul Bott und Isadore Singer traf. 1957 wurde er Lecturer und 1958 Fellow des Pembroke College in Cambridge, bevor er 1961 als Reader an die Universität Oxford ging, wo er Fellow des St. Catherine’s College wurde und 1963 die Savilian Professur für Geometrie erhielt. 1969 bis 1972 war er Professor am Institute for Advanced Study in Princeton und danach Royal Society Research Professor in Oxford und Fellow des St. Catherine’s College. 1990 wurde er Direktor des neu gegründeten Isaac Newton Institute für Mathematik in Cambridge und gleichzeitig „Master“ des Trinity College.
1955 heiratete er die Mathematikerin Lily Brown (1928–2018), mit der er drei Söhne hatte. Sie promovierte bei Mary Cartwright und war Lecturer am Bedford College, bevor sie ihre mathematische Karriere aufgab.

## Werk
Atiyah befasste sich anfangs als Schüler von Hodge mit Algebraischer Geometrie. Er gewann 1954 als Student den Smith-Preis für eine Arbeit mit einer garbentheoretischen Behandlung von Regelflächen. Seine Dissertation behandelte eine garbentheoretische Theorie der Integrale 2. Art auf algebraischen Varietäten von Solomon Lefschetz.

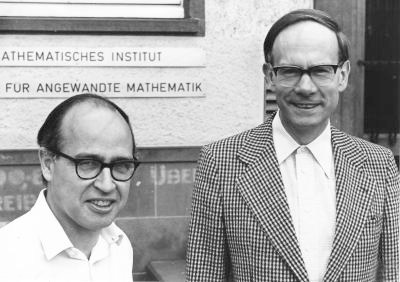
Atiyah und Friedrich Hirzebruch 1977

Er war in den 1960er Jahren zusammen mit Friedrich Hirzebruch einer der Begründer der topologischen K-Theorie, einer mit Hilfe von Vektorbündeln definierten Kohomologietheorie. Die Anregung dazu kam aus der Verallgemeinerung des Satzes von Riemann-Roch durch Alexander Grothendieck und dem Periodizitätssatz von Raoul Bott. Atiyah wandte die topologische K-Theorie zum Beispiel bei einer Vereinfachung der komplizierten Lösung des Problems der Hopf-Invariante 1 von John Frank Adams und andere topologische Probleme an. 1963 bewies er zusammen mit Isadore M. Singer den Atiyah-Singer-Indexsatz, der als einer der bedeutendsten mathematischen Sätze des 20. Jahrhunderts gilt. Der Satz drückt den analytischen Index eines elliptischen linearen Differentialoperators (zum Beispiel Laplace-Operator, Dirac-Operator) auf einer kompakten Mannigfaltigkeit M durch topologische Invarianten von M aus (verschieden je nach Art des Operators, im einfachsten Fall durch die Euler-Poincaré-Charakteristik). Er verbindet also Analysis mit Topologie und hat so auch Anwendungen in der modernen Physik. Der „Index“ des Differentialoperators ist dabei die Differenz der Dimensionen seines Lösungs-Vektorraumes und der seines adjungierten Operators. Er beteiligte sich auch an den neuen einfacheren Beweisen dieses Satzes mit Hilfe der Wärmeleitungsgleichung (Diffusionsgleichung) in den 1970er Jahren (mit Raoul Bott, Patodi 1973). Der Indexsatz hat auch Anwendungen in der algebraischen Geometrie – er enthält den Satz von Riemann-Roch als Spezialfall. In Zusammenhang mit dem Indextheorem „entdeckten“ Atiyah und Singer auch den Dirac-Operator für die Mathematik. Die Motivation für den berühmten Satz kam von Israel Gelfand (On elliptic equations, Russ. Math. Surveys 1960).
Mit Raoul Bott bewies er den Fixpunkt-Satz von Atiyah-Bott, eine Verallgemeinerung des Fixpunktsatzes von Lefschetz.
Atiyah hat sich über Jahrzehnte als unermüdlicher Vermittler zwischen Mathematik und Physik verdient gemacht. Insbesondere interessierten ihn die nichtabelschen Eichtheorien (Yang-Mills-Theorien), die nichtlineare Differentialgleichungen auf Mannigfaltigkeiten sind. Von ihm und Nigel Hitchin, Vladimir Drinfeld und Yuri Manin stammt die ADHM-Konstruktion von Instantonen in selbst-dualen euklidischen Yang-Mills-Theorien. Aber auch die besonders von Edward Witten in die Mathematik eingeführten quantenfeldtheoretischen Methoden (von neuen Knoteninvarianten über topologische Quantenfeldtheorien bis zur Supersymmetrie und Stringtheorie) griff er auf. Viele Ideen Atiyahs wurden so umgekehrt ab den 1980er Jahren von den Physikern aufgegriffen (u. a. auch neue Beweise seines Indexsatzes mit Supersymmetrie) und weiterentwickelt.
Er war eine treibende Kraft hinter der Gründung des Isaac Newton Institute, bei der Bildung des Inter Academy Panel (IAP), der Association of European Academies (ALLEA) und bei der Formierung der European Mathematical Society.
Zu seinen Studenten gehören Simon Donaldson, Nigel Hitchin, Peter Kronheimer, Graeme Segal, Frances Kirwan und Ruth Lawrence.

## Auszeichnungen und Mitgliedschaften
- Fellow der Royal Society (1962)
- Fields-Medaille (1966), mit einem Plenarvortrag auf dem ICM (Global aspects of the theory of elliptic differential operators)
- Royal Medal der Royal Society (1968)
- 1969 wurde Atiyah in die American Academy of Arts and Sciences gewählt.[6]
- Mitglied der Leopoldina[7]
- Mitglied der National Academy of Sciences (Foreign Associate) (1978)[8]
- Ehrenmitglied der Royal Irish Academy (1979)[9]
- De-Morgan-Medaille 1980
- Antonio-Feltrinelli-Preis der Accademia Nazionale dei Lincei (1981)
- zum Knight Bachelor geschlagen (1983)
- Internationaler König-Faisal-Preis für Wissenschaft (1987)
- Mitglied der Academia Europaea (1988)[10]
- Copleymedaille (1988)
- Mitglied des britischen Order of Merit (1992)
- Benjamin Franklin Medal der American Philosophical Society (1993)
- Abel-Preis (2004)[11] gemeinsam mit Singer. Die Abel Lecture (The future of mathematical physics. New ideas in old bottles) gab er auf dem ICM 2018.[12]
- Grande médaille de l’Académie des sciences (2010)
- Er war Invited Speaker auf den Internationalen Mathematikerkongressen in Stockholm 1962 (The Grothendieck ring in geometry and topology), 1970 in Nizza (Elliptic operators and singularities of vector fields) und 1978 in Helsinki (Geometrical aspects of gauge theories).
- Er war Fellow der American Mathematical Society.

1974 bis 1976 war er Präsident der London Mathematical Society und 1990 bis 1995 Präsident der Royal Society. Er war auch Präsident der Royal Society of Edinburgh, deren Fellow er war. Er war auswärtiges Mitglied zahlreicher Akademien wie der Académie des sciences, der russischen, der ukrainischen, norwegischen, spanischen, schwedischen, irischen und australischen Akademie der Wissenschaften. Außerdem erhielt er zahlreiche Ehrendoktorate.
Von 1997 bis 2002 war er Präsident der Pugwash Conferences on Science and World Affairs.

## Schriften (Auswahl)
Bücher:
- mit Ian G. Macdonald: Introduction to commutative algebra. Addison-Wesley 1969
- Elliptic operators and compact groups, Lecture Notes in Mathematics 401, Springer 1974
- (Hrsg. und Mitautor) The representation theory of Lie groups. 1977
- Geometry of Yang-Mills Fields, Fermi Lecture, Accademia dei Lincei, Pisa 1979
- Collected works. Clarendon Press, Oxford, 7 Bände, 1988 bis 2014
- K-theory. Benjamin 1967, 1989
- mit Nigel Hitchin: The geometry and dynamics of magnetic monopoles, M. B. Porter Lectures, Princeton University Press, 1988
- The geometry and physics of knots. Cambridge 1990
- mit Daniel Iagolnitzer (Hrsg. und Mitautor): Fields medaillist lectures. World Scientific 1997, 2003, 3. Auflage mit Chitat Chong 2015

Aufsätze:
- mit Isadore M. Singer: The index of elliptic operators on compact manifolds. Bull. AMS 1963, Beweis dann in einer Reihe von Aufsätzen in den Annals of Mathematics, wieder abgedruckt in Band 3 der Gesammelten Werke. Siehe auch die Literaturangaben in Atiyah-Singer-Indexsatz.
- mit Raoul Bott: A Lefschetz Fixed Point Formula for Elliptic Differential Operators, Bulletin of the American Mathematical Society, Band 72, 1966, S. 245 (Atiyah-Bott-Fixpunktsatz)
- Thom Complexes, Proc. London Math. Soc., Serie 3, Band 11, 1961, S. 291–310
- The role of algebraic topology in mathematics, Journal of the London Mathematical Society, Band 41, 1966, S. 63–69
- Wandel und Fortschritt in der Mathematik, Bild der Wissenschaft, 1969, Heft 4, S. 314–323, Nachdruck in: Michael Otte (Hrsg.), Mathematiker über die Mathematik. Wissenschaft und Öffentlichkeit, Berlin Heidelberg 1974, ISBN 978-3-540-06898-3, doi:10.1007/978-3-642-80866-1_8.
- mit Bott, Patodi: On the heat equation and the index theorem, Invent. Math., Band 19, 1973, S. 279–330, Errata Band 28, 1975, S. 277–280
- mit Richard S. Ward: Instantons and algebraic geometry, Comm. Math. Phys., Band 55, 1977, S. 117–124, Project Euclid
- mit Wilfried Schmid: A geometric construction of the discrete series for semisimple Lie groups, Inventiones Mathematicae, Band 42, 1977, S. 1–62, Errata, Band 54, 1979, S. 189–192
- mit I. Singer, N. Hitchin: Self-duality in four dimensional Riemannian geometry, Proc. Roy. Soc. A, Band 362, 1978, S. 425–461
- What is geometry ? (Presidential Address), The Mathematical Gazette, Band 66, 1982, S. 179–182
- Topological Quantum Field Theory, Pub. Math. IHES, Band 68, 1988, S. 175–186
- Quantum Field Theory and low dimensional geometry, Progress in Theoretical Physics, Supplement Nr. 102, 1990, S. 1
- Geometry and Physics, The Mathematical Gazette, Band 80, 1996, S. 78–82
- Global Geometry (Bakerian Lecture), American Mathematical Monthly, Band 111, 2004, S. 716–723
- Advice to a young mathematician, in Timothy Gowers June Barrow-Green, Imre Leader (Hrsg.): The Princeton Companion to Mathematics, Princeton University Press 2008, S. 1006–1010
- Edinburgh Lectures on Geometry, Analysis and Physis, 2010, Arxiv